# Wynne Prakusya
Wynne Prakusya (Suracarta, 26 de abril de 1961) é uma tenista profissional indonésia.
Wynne Prakusya em Olimpíadas fez parceira com Basuki em 2000 e Angelique Widjaja em 2004